# سیارک ۳۴۹۶
سیارک ۳۴۹۶ (به انگلیسی: 3496 Arieso، نامگذاری:1977RC) سه هزار و چهارصد و نود و ششمین سیارک کشف شده‌است که در ۵ سپتامبر ۱۹۷۷ کشف شد.
قدر مطلق سیارک برابر ۱۵٫۰۰ است.